# Wapen van Rouvroy

Wapen van Rouvroy

Het wapen van Rouvroy is het gemeentelijke wapen van de Belgisch-Luxemburgse gemeente Rouvroy. Het wapen werd in 1977 toegekend en is sindsdien niet gewijzigd.

## Geschiedenis
Het wapen is gelijk aan dat van Harnoncourt, een van de fusiegemeenten die Rouvroy heeft gevormd. Het wapen van Harnoncourt was afkomstig van de adellijke familie La Fontaine. Deze familie kreeg het gebied aan het einde van de 16e eeuw in handen. Zelf mocht de familie de titel van burggraaf voeren. In 1779 werden zij ook verheven tot graaf van Harnoncourt.
Het huidige wapen werd op 29 oktober 1977, op verzoek van de gemeente, officieel toegekend aan de gemeente Rouvroy.

## Blazoenering
De blazoenering luidt als volgt:
D'or à deux bourdons de pélerin d'azur passés en sautoir accompagnés en chef d'une coquille de gueules.

Van goud twee gekruiste pelgrimsstaffen van azuur daarboven een schelp van keel.
Het wapen is van goud met twee gekruiste, blauwe pelgrimsstaffen met daarboven (tussen de bovenkanten) een rode schelp. Het wapen heeft geen externe versieringen zoals een kroon of schildhouders.